# Keinohrhase und Zweiohrküken
Keinohrhase und Zweiohrküken ist ein deutscher Computeranimationsfilm von Til Schweiger aus dem Jahr 2013. Er basiert auf einem gleichnamigen Kinderbuch, geschrieben von Til Schweiger und illustriert von Klaus Baumgart aus dem Jahr 2009.

## Handlung
Der Keinohrhase ist ein ganz gewöhnlicher Hase – fast. Denn er hat keine Ohren, was ihn zum Außenseiter und damit sehr traurig macht. Als er ein kleines Ei findet, kümmert er sich rührend um dieses und erlebt eine Überraschung, als daraus ein Küken mit Ohren, das Zweiohrküken, schlüpft. Beide werden schnell Freunde. Aber sie müssen sich vor dem Fuchs in Acht nehmen, der das Küken zu fangen versucht. Auch das Küken merkt bald, dass es anders als die anderen Küken ist. Der Keinohrhase hilft dem Küken dabei, Fliegen zu lernen, was diesem am Ende gelingt.

## Hintergrund
Am 26. September 2013 kam Keinohrhase und Zweiohrküken als 3D-Animationsfilm in die deutschen Kinos. Schweiger führte Regie, produzierte den Film und übernahm die Sprechrolle des Keinohrhasen. Seine Tochter Emma Schweiger spricht das Zweiohrküken. Weitere Sprechrollen wurden mit Schauspielern besetzt, die regelmäßig mit Schweiger zusammenarbeiten, wie Matthias Schweighöfer und Fahri Yardım. Vater Fuchs wird von Hans-Joachim Heist gesprochen, der auch als Gernot Hassknecht aus der Heute-show bekannt ist. Am Startwochenende erreichte der Film 42.000 Zuschauer in 589 Kinos.

## Kritik
Nach Cinema hat Til Schweiger „aus seinem gleichnamigen Kinderbuch […] nun einen farbenprächtigen Animationsfilm über zwei ungleiche Tierfreunde gemacht. An der drolligen Geschichte, die in tollem 3D und in einer zielgruppengerechten Lauflänge erzählt wird, können sich vor allem die ganz jungen Zuschauer erfreuen“.
RTL.de kritisiert hingegen die „extrem schlichte Story“, die „auch mit 3D-Brille leider nicht besonders hübsch animiert wirkt“. Jedoch sei der Film für die kindliche Zielgruppe „goldrichtig“, die Geschichte sei „einfach zu erfassen und ganz herzig“, wenn auch „optisch enttäuschend“.

„So treu sich Til Schweiger also auch in diesem Heile-Welt-Kinderanimationsfilm einerseits bleibt, so überraschend ist doch die biedere Anmutung des Films. Wirken die Interieurs seiner neueren Filme sonst stets wie direkt aus der hippen Wohnzeitschrift übernommen […] ist das Haus des Hasen ein innenarchitektonischer Gau. Über die beschauliche 50er-Jahre-Küche und das piefige Wohnzimmer mit der Karottentapete kann auch all die Farbe nicht hinweghelfen: der Eindruck spießiger Enge ist erdrückend.“

„Wie der Film beim Publikum ankommt, scheint zweitrangig zu sein, schließlich gehört er längst zu den Gewinnern des Jahres. Neben der Nominierung für den Animationsdrehbuchpreis 2013 wurde er von der eigenen Filmindustrie mit dem FBW-Prädikat „wertvoll“ ausgezeichnet, was neben allerlei Presse auch diverse finanzielle Vergütungen mit sich bringt. Die Verlierer sitzen im Publikum, nämlich die Kinder und Eltern, die sich ein fantasievolles, witziges und leidenschaftliches Filmerlebnis erhofften, stattdessen aber dieses lustlose und konservative Stück Animationsfilm vorgesetzt bekommen.“

## Buch
Das 56-seitige Bilderbuch erschien 2009 im Baumhaus-Verlag. Es basiert auf den titelgebenden Plüschfiguren der von Til Schweiger produzierten und inszenierten Filme Keinohrhasen und Zweiohrküken.